# Tolerogenní dendritická buňka
Tolerogenní dendritické buňky (tol-DC, tDC, DCreg) reprezentují potenciální nástroj pro léčbu autoimunitních onemocnění, alergií a transplantačních rejekcí. Navíc Ag-specifická tolerance u lidí může být nastolena in vivo skrze vakcinaci Ag-specifickými tolerogenními dendritickými buňkami. Tolerogenní dendritické buňky tedy skýtají důležité a potenciálně slibné terapeutické využití.
Funkce dendritických buněk, imunogenních či tolerogenních, je indukována různými vývojovými procesy a je ovlivněna širokým spektrem faktorů a interakcí během jejich maturace.

## Dendritické buňky
Dendritické buňky byly objeveny a popsány v roce 1973 Ralphem M. Steinmanem. Hrají klíčovou roli v regulaci iniciace imunitní odpovědi a “přemosťují” vrozenou a adaptivní složku imunitního systému. Jejich populace nalezneme na všech tělních površích. Díky své proteolytické aktivitě nezabíjejí patogeny přímo, nýbrž zpracovávají a následně degradují antigenní struktury na peptidy. Takto zpracované peptidy následně prezentují v komplexech spolu s MHC molekulami na svém povrchu. Úkolem dendritických buněk je tedy prezentovat degradované antigenní peptidy naivním T buňkám a indukovat tak antigenně specifickou imunitní odpověď.
Z tohoto důvodu je jejich role nesmírně důležitá v udržení balance mezi tolerancí a imunitní odpovědí.

## Tolerogenní dendritické buňky
Tolerogenní dendritické buňky jsou nezbytně nutné v nastolení centrální a periferní tolerance. Činí tak skrze indukci T buněčné klonální delece, T buněčné anergie a generování a aktivování regulačních T buněk. Z tohoto důvodu jsou tolerogenní dendritické buňky možnými kandidáty pro specifickou buněčnou terapii k léčbě alergií, autoimunit (např. diabetes 1. typu, roztroušená skleróza) či transplantačních rejekcí.

### Povrchové znaky tolerogenních dendritických buněk
Tolerogenní dendritické buňky obvykle disponují různými fenotypovými znaky, přesto je pro ně obecně charakteristická nízká exprese kostimulačních (např. CD80, CD86) a MHC molekul na jejich povrchu. Tolerogenní dendritické buňky produkují na rozdíl od buněk dendritických také odlišné cytokiny (např. protizánětlivé cytokiny interleukin (IL)-10 či transformující růstový faktor β (TGF-β)). Kromě toho, tolerogenní dendritické buňky mohou také exprimovat řadu inhibičních povrchových molekul (např. PDL-1 či PDL-2) či mohou ovlivňovat metabolické parametry T buněčné odpovědi. Například, tolerogenní dendritické buňky mohou uvolňovat či indukovat produkci enzymu indolamin 2,3-dioxygenázy (IDO) či hemoxygenázy 1 (HO-1). IDO stimuluje degradaci tryptofanu na N-formylkynurenin vedoucí k potlačení T buněčné proliferace, zatímco HO-1 katalyzuje degradaci hemoglobinu přispívající k produkci monoxidu a potlačení imunigenicity dendritických buněk. Tolerogenní dendritické buňky mohou taktéž produkovat kyselinu retinovou, jež stimuluje diferenciace T regulačních buněk.

### Indukce tolerogenních dendritických buněk
Lidské tolerogenní dendritické buňky mohou být indukovány širokým spektrem imunosupresivních léků či různých biomediátorů. Imunosupresivní léky, např. dexamethason, rapamycin, cyklosporin či acetylsalicylová kyselina, potlačují expresi kostimulačních a MHC molekul. Naopak tyto stimulanty podněcují vyšší expresi molekul inhibičních (např. PDL-1) či vyšší sekreci IL-10 či IDO. Kultivování společně s inhibičními cytokiny IL-10 a TGF-β vede ke vzniku tolerogenního fenotypu. Další mediátory taktéž ovlivňují generování tolerogenních dendritických buněk, např. vitamín D3, vitamín D2, hepatocytární růstový faktor či vasoaktivační intestinální peptid. Nejpůvodnější a nejčastěji využívaný cytokinový koktejl pro in vitro DC generování je GM-CSF/IL-4.

### Klinické využití tolerogenních dendritických buněk
Tolerogenní dendritické buňky jsou potenciálním kandidátem pro specifickou imunoterapii a jsou nyní studovány pro jejich možné využití k léčbě zánětlivých, autoimunitních a alergických onemocnění a v transplantační medicíně k předcházení transplantačních rejekcí. Zajímavá a velmi důležitá schopnost tolerogenních dendritických buněk je také jejich migrační kapacita. Tolerogenní dendritické buňky mohou přecházet do sekundárních lymfatických orgánů, v nichž mohou indukovat T buněčnou imunosupresi. První klinická studie u lidí věnující se transferu tolerogenních dendritických buněk byla prvně provedena skupinou Ralpha Steinmana v roce 2001. V humánní medicíně byly dosud vyzkoušeny různé možnosti aplikace tolerogenních dendritických buněk, např. intraperitoneální injekce u pacientů s Crohnovou nemocí, intradermální u pacientů s diabetem a revmatoidní artritidou a subkutánní u revmatoidní a zánětlivé artritidy.
Je nezbytně nutné nadále testovat stabilní fenotyp tolerogenních dendritických buněk z důvodu vyloučení možné ztráty regulační schopnosti a nežádoucímu přesmyku k imunostimulační aktivitě.

### Toleranci indukující vakcinace
Momentálně jsou charakterizovány dvě subpopulace lidských tolerogenních dendritických buněk: CD83highCCR7+ a CD83lowCCR7− IL-10 dendritické buňky. CD83high IL-10DCs disponují stabilním fenotypem (tj. neměnným fenotypem i v zánětlivém prostředí) a vykazují vysokou migrační kapacitu umožňující migraci do sekundárních lymfatických orgánů. Z tohoto důvodu jsou právě CD83high IL-10DCs slibným kandidátem pro toleranci-indukující vakcinační studie in vivo.
V roce 2011 byly publikovány výsledky randomizované, dvojitě slepé studie (fáze I) věnující se vakcinaci autologních dendritických buněk u pacientů s diabetem I. typu. Léčba těmito buňkami byla nejen bezpečná, nýbrž i dobře tolerovaná.